# سیارک ۱۲۲۲۲
سیارک ۱۲۲۲۲ (به انگلیسی: 12222 Perotto، نامگذاری:1982WA) دوازده هزار و دویست و بیست و دومین سیارک کشف شده‌است که در ۱۹ نوامبر ۱۹۸۲ کشف شد.